# Sebastian Stan
Sebastian Stan (Konstanca, Románia, 1982. augusztus 13. –) Golden Globe-díjas román-amerikai színész. 
Legismertebb filmjei az Amerika Kapitány: Az első bosszúálló, az Amerika Kapitány: A tél katonája és az Amerika Kapitány: Polgárháború, amelyekben James Buchanan 'Bucky' Barnes, azaz a Tél Katonája szerepét kapta. További ismertebb szerepei Carter Baizen a Gossip Girl – A pletykafészek, valamint Jefferson / Őrült Kalapos az Egyszer volt, hol nem volt című sorozatokban.

## Fiatalkora és tanulmányai
Sebastian Stan Románia Konstanca nevű városában született. Szülei két éves korában elváltak. 8 éves korában édesanyjával (Georgeta Orlovschi) Bécsbe költöztek, ahol az asszony zongoristaként dolgozott. Négy évvel később New Yorkban, Rockland megyében telepedtek le, miután Stan édesanyja feleségül ment egy amerikai férfihoz, Anthony Fruhaufhoz, a Rockland Country Day School igazgatójához, amelyik iskolában Stan is tanult.
Itt töltött évei nehezen indultak, elmondása szerint nehezen illeszkedett be az iskolába akcentusa miatt. Stan több szerepet is játszott iskolai színdarabokban (Harvey, Cyrano de Bergerac, Little Shop of Horrors, Over Here!, West Side Story). Részt vett a Stagedoor Manor nyári táborban, ahol megismertették a színészettel, és beválogatták több tábori színdarabba is. Ekkor döntötte el, hogy ezentúl komolyan veszi a színészkedést, és több egyetemre is beadta jelentkezését. Miután felvették a Rutgers Egyetemre, megadatott neki a lehetőség, hogy egy éven keresztül a londoni Globe Színház falai közt tanulhassa a szakmát. Az amerikai állampolgárságot 2002-ben kapta meg.

## Pályafutása
Miután kisebb szerepet kapott a 71 töredék a kronológiájából című osztrák filmben, karrierje 2003-ban kezdődött az Esküdt ellenségek egyik epizódjában. Ezután számos filmben szerepelt – Tony n' Tina's Wedding, A rombolás ideje (Az építész), A testvériség – mielőtt 2007-ben megkapta Carter Baizen szerepét Gossip Girl – A pletykafészek című sorozatban. Fontos szerepet kapott a 2009-es, Kings című sorozatban Jack Benjaminként.
2010-ben feltűnt Darren Aronofsky Fekete hattyú című thrillerében. Ugyanezen év februárjában kezdték el forgatni A jelenés című horrorfilmet, mely 2012-ben debütált.
A 2010-es Vissza a jelenbe című filmben ő alakította a fő antagonistát, Blaine-t. 2010-ben megkapta James Buchanan 'Bucky' Barnes szerepét az Amerika Kapitány: Az első bosszúálló című képregény adaptációban, amelyet a következő év júliusában mutattak be.
A 2012-es Elveszett című thrillerben is játszott, valamint elvállalta az Őrült Kalapos visszatérő szerepét az amerikai Egyszer volt, hol nem volt című sorozatban. Alakítása pozitív visszajelzéseket kapott. Továbbá feltűnt a Political Animals című minisorozatban, ahol az egykori first lady zűrös, homoszexuális fiát játszotta.
2013-ban megkapta Hal Carter szerepét a Piknik című színdarabban, az American Airlines Színházban.

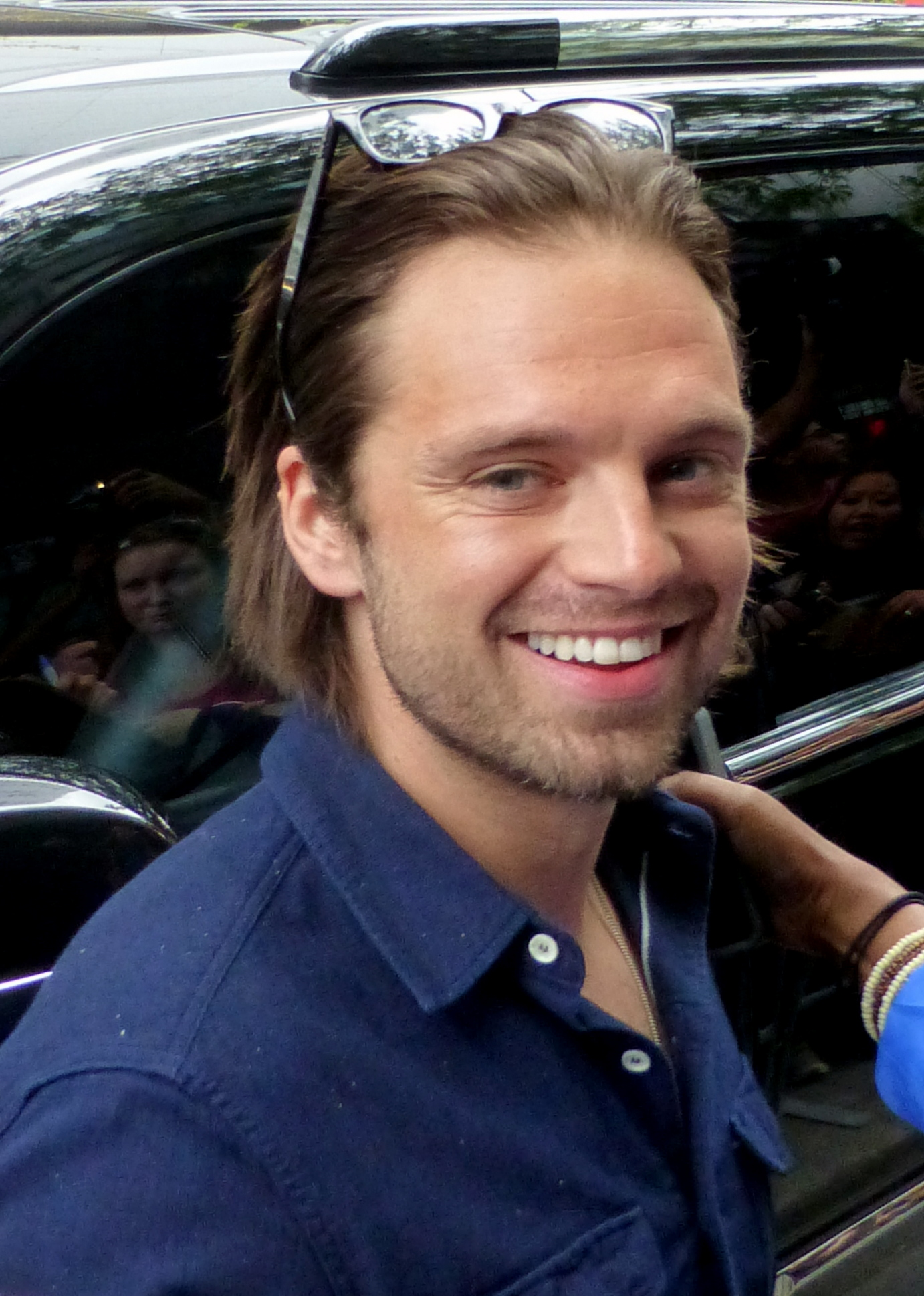
Sebastian Stan a Mentőexpedíció sajtókonferenciáján 2015-ben.

2014-ben visszatért a Marvel-univerzumba egy kilenc filmre szóló szerződéssel, aminek az első filmje az Amerika Kapitány: A tél katonája, ahol az agymosott Bucky Barnest, a címadó Tél Katonáját játssza. 2015-ben Joshua Brummelt alakította a Dübörög a szívben, a NASA tudós Dr. Chris Beck-et a Mentőexpedícióban, Lance Tuckert a Tökéletlen talajfogásban, illetve egy camoeszerep erejéig megjelent A Hangya című Marvel-filmben. 2016-ban szintén az MFU Amerika Kapitány: Polgárháborújában tért vissza. 2017-ben a NASCAR versenyzőként, Dayton Whiteként szerepelt a Logan Lucky – A tuti balhé című filmben, Jeff Gillooly-t alakította a Tonya Harding életéről szóló Én, Tonya című életrajzi drámában, és szerepelt az I'm Not Here című drámában.
2018-ban ismét Bucky Barnes-t alakította mind a Fekete Párduc (cameoszerepben), mind pedig a nagy sikerű Bosszúállók: Végtelen háború című szuperhősfilmekben. Ugyanebben az évben szerepelt Nicole Kidman oldalán a Pusztító című filmben és Charles Blackwoodot alakította a Shirley Jackson regénye alapján készült, We Have Always Lived in the Castle című thrillerben. 2019-ben ismét Bucky Barnesként tért vissza a Bosszúállók: Végjátékban.
A tervek szerint főszerepet fog játszani a The Last Full Measure című, vietnámi háborúról szóló drámában és szerepelni fog a Monday című filmben is, mindkét produkció megjelenését 2019-re ütemezték. Továbbá helyettesítette a Marvel-filmekbeli kollégáját, Chris Evanst a The Devil All the Time című drámában. 2019 áprilisában a Marvel megerősítette Stan és Anthony Mackie közös, The Falcon and the Winter Soldier című sorozatát, amely 2020 augusztusában debütált a Disney+-on. 2019 májusában csatlakozott a 355 című kémdráma stábjához, a forgatást 2019 júliusában kezdték el.

## Magánélete
Stan 2008-tól 2010-ig élt párkapcsolatban Gossip Girl – A pletykafészek című sorozat sztárjával, Leighton Meesterrel. Rövid kapcsolata volt Dianna Agronnal, valamint kicsivel kevesebb, mint egy évig volt együtt az Egyszer volt, hol nem volt forgatásán megismert Jennifer Morrisonnal. Kapcsolata Margarita Levievával 2014-ben kezdődött, de azóta nem mutatkoztak közösen a nyilvánosság előtt. 
Sebastian 2020-2022-ig volt kapcsolatban Alejandra Onieva spanyol színésznővel.[forrás?]
2022 óta, Annabelle Wallis (Annabelle, Múmia, Haverok harca) színésznővel van kapcsolatban.

## Filmográfia

### Film
| Év   | Magyar cím                            | Eredeti cím                            | Szerep                              | Magyar hang     | Rendező                   |
| ---- | ------------------------------------- | -------------------------------------- | ----------------------------------- | --------------- | ------------------------- |
| 1994 | 71 töredék a véletlen kronológiájából | 71 Fragments of a Chronology of Chance | gyerek a metróban                   |                 | Michael Haneke            |
| 2004 |                                       | Tony n' Tina's Wedding                 | Johnny Nunzio                       |                 | Roger Paradiso            |
| 2005 | Mi lett a kislányaimmal?              | Red Doors                              | Simon                               |                 | Georgia Lee               |
| 2006 | A rombolás ideje                      | The Architect                          | Martin Waters                       | Galgóczy Gáspár | Matt Tauber               |
| 2006 | A testvériség                         | The Covenant                           | Chase Collins                       | Nagy Sándor     | Renny Harlin              |
| 2007 | Charlie Banks: Az élet iskolája       | The Education of Charlie Banks         | Leo Reilly                          | Hamvas Dániel   | Fred Durst                |
| 2008 | Rachel esküvője                       | Rachel Getting Married                 | Walter                              | Simon Kornél    | Jonathan Demme (1.)       |
| 2009 | Toyboy – Selyemfiú a pácban           | Spread                                 | Harry                               | Csőre Gábor     | David Mackenzie           |
| 2010 | Vissza a jelenbe                      | Hot Tub Time Machine                   | Blaine                              | Markovics Tamás | Steve Pink                |
| 2010 | Fekete hattyú                         | Black Swan                             | Andrew / Udvarló                    | Szatory Dávid   | Darren Aronofsky          |
| 2011 | Amerika Kapitány: Az első bosszúálló  | Captain America: The First Avenger     | Bucky Barnes                        | Hamvas Dániel   | Joe Johnston              |
| 2012 | Elveszett                             | Gone                                   | Billy                               | Joó Gábor       | Heitor Dhalia             |
| 2012 | A jelenés                             | The Apparition                         | Ben Curtis                          | Hamvas Dániel   | Todd Lincoln              |
| 2014 | Amerika Kapitány: A tél katonája      | Captain America: The Winter Soldier    | Bucky Barnes / Tél Katonája         | Hamvas Dániel   | Joe és Anthony Russo (1.) |
| 2015 | A Hangya                              | Ant-Man                                | Bucky Barnes / Tél Katonája (cameo) | Hamvas Dániel   | Peyton Reed               |
| 2015 | Tökéletlen talajfogás                 | The Bronze                             | Lance Tucker                        | Előd Álmos      | Bryan Buckley             |
| 2015 | Dübörög a szív                        | Ricki and the Flash                    | Joshua Brummel                      | Joó Gábor       | Jonathan Demme (2.)       |
| 2015 | Mentőexpedíció                        | The Martian                            | Dr. Chris Beck                      | Hamvas Dániel   | Ridley Scott              |
| 2016 | Amerika Kapitány: Polgárháború        | Captain America: Civil War             | Bucky Barnes / Tél Katonája         | Hamvas Dániel   | Joe és Anthony Russo (2.) |
| 2017 | Logan Lucky – A tuti balhé            | Logan Lucky                            | Dayton White                        | Szatory Dávid   | Steven Soderbergh         |
| 2017 | Én, Tonya                             | I, Tonya                               | Jeff Gillooly                       | Szatory Dávid   | Craig Gillespie (1.)      |
| 2017 | Nem vagyok itt                        | I'm Not Here                           | Steve fiatalon                      | Moser Károly    | Michelle Schumacher       |
| 2018 | Pusztító                              | Destroyer                              | Chris nyomozó                       | Szatory Dávid   | Karyn Kusama              |
| 2018 |                                       | We Have Always Lived in the Castle     | Charles Blackwood                   |                 | Stacie Passon             |
| 2018 | Feteke Párduc                         | Black Panther                          | Bucky Barnes / Tél Katonája (cameo) | Hamvas Dániel   | Ryan Coogler              |
| 2018 | Bosszúállók: Végtelen háború          | Avengers: Infinity War                 | Bucky Barnes / Fehér Farkas         | Hamvas Dániel   | Joe és Anthony Russo (3.) |
| 2019 | Bosszúállók: Végjáték                 | Avengers: Endgame                      | Bucky Barnes / Fehér Farkas         | Hamvas Dániel   | Joe és Anthony Russo (4.) |
| 2019 | Lezárások, kezdetek                   | Endings, Beginnings                    | Frank                               | Simon Kornél    | Drake Doremus             |
| 2019 | Megkésett kitüntetés                  | The Last Full Measure                  | Scott Huffman                       | Szatory Dávid   | Todd Robinson             |
| 2020 | Mindig az ördöggel                    | The Devil All the Time                 | Lee Bodecker                        | Hamvas Dániel   | Antonio Campos            |
| 2020 | Hétfő                                 | Monday                                 | Mickey                              | Moser Károly    | Argyris Papadimitropoulos |
| 2022 | 355                                   | 355                                    | Nick Fowler                         | Schmied Zoltán  | Simon Kinberg             |
| 2022 | Friss                                 | Fresh                                  | Steve                               | Szatory Dávid   | Mimi Cave                 |
| 2023 | Simlis                                | Sharper                                | Max                                 |                 | Benjamin Caron            |
| 2023 |                                       | Ghosted                                | God                                 |                 | Dexter Fletcher           |
| 2023 | Pénzeső                               | Dumb Money                             | Vlad Tenev                          | Hamvas Dániel   | Craig Gillespie (2.)      |
| 2024 |                                       | A Different Man                        | Edward                              |                 | Aaron Schimberg           |
| 2024 | The Apprentice – A Trump-sztori       | The Apprentice                         | Donald Trump                        | Zámbori Soma    | Ali Abbasi                |
| 2025 | Amerika Kapitány: Szép új világ       | Captain America: Brave New World       | Buckey Barnes                       | Hamvas Dániel   | Julius Onah               |
| 2025 | Mennydörgők*                          | Thunderbolts*                          | Buckey Barnes                       | Hamvas Dániel   | Jake Schreier             |

### Televízió
| Év        | Magyar cím                               | Eredeti cím                       | Szerep                               | Megjegyzések                                              |
| --------- | ---------------------------------------- | --------------------------------- | ------------------------------------ | --------------------------------------------------------- |
| 2003      | Esküdt ellenségek: Különleges ügyosztály | Law & Order                       | Justin Capshaw                       | 1 epizód                                                  |
| 2007–2010 | Gossip Girl – A pletykafészek            | Gossip Girl                       | Carter Baizen                        | 11 epizód                                                 |
| 2009      | A királyság                              | Kings                             | Jonathan „Jack” Benjamin             | 13 epizód                                                 |
| 2012      | Egyszer volt, hol nem volt               | Once Upon a Time                  | Jefferson / Őrült Kalapos            | 6 epizód                                                  |
| 2012      |                                          | Political Animals                 | Thomas "T.J." Hammond                | minisorozat (6 epizód)                                    |
| 2012      |                                          | Labyrinth                         | Will Franklin                        | minisorozat (2 epizód)                                    |
| 2017      | Szénné égek idefent                      | I'm Dying Up Here                 | Clay Appuzzo                         | 1 epizód                                                  |
| 2021      | A Sólyom és a Tél Katonája               | The Falcon and the Winter Soldier | Bucky Barnes / Tél katonája          | - minisorozat (6 epizód) - magyar hangja: - Hamvas Dániel |
| 2021–2024 | Mi lenne, ha…?                           | What If…?                         | Bucky Barnes / Tél katonája (hangja) | - 7 epizód - magyar hangja: - Hamvas Dániel               |
| 2022      | Pam és Tommy                             | Pam & Tommy                       | Tommy Lee                            | - minisorozat (8 epizód) - magyar hangja: - Fehér Tibor   |
| 2023      |                                          | Bupkis                            | önmaga                               | 1 epizód                                                  |

### Videójátékok
| Év   | Cím                            | Szerep                                 |
| ---- | ------------------------------ | -------------------------------------- |
| 2011 | Captain America: Super Soldier | James Buchanan „Bucky” Barnes (hangja) |

### Videóklipek
| Év   | Előadó            | Cím          | Szerep |
| ---- | ----------------- | ------------ | ------ |
| 2008 | Hayden Panettiere | Wake Up Call | barát  |

## Fordítás
- Ez a szócikk részben vagy egészben  a   Sebastian Stan című angol Wikipédia-szócikk ezen változatának fordításán alapul.  Az eredeti cikk szerkesztőit annak laptörténete sorolja fel. Ez a jelzés csupán a megfogalmazás eredetét és a szerzői jogokat jelzi, nem szolgál a cikkben szereplő információk forrásmegjelöléseként.